# Карл фон Терцаги
Карл фон Терцаги (Праг, 2. октобар 1883 — 25. октобар 1963. Винчестер, Масачусетс) био је аустријски грађевински инжењер и геолог, који се сматра оцем механике тла.